# Шейла Таорміна
Шейла Крістіна Таорміна (англ. Sheila Christine Taormina; 18 березня 1969, Лівонія, Мічиган, США) — американська спортсменка. Учасниця чотирьох Олімпіад у трьох видах спорту (плавання, тріатлон і сучасне п'ятиборство).. Олімпійська чемпіонка з плавання, чемпіонка світу з тріатлону і акватлону.

## Біографічні відомості
Народилась у родині, яка виховувала вісім дітей. Її батько грав у теніс за університет з Сіракузів, мама — ірландка. 1994 року завершила навчання в університеті Джорджії, магістр ділового адміністрування. Виступала за університетську команду з плавання «Джорджія Бульдогс», була її капітаном. Під час навчання отримувала стипендію від NCAA в розмірі 5000 доларів. 1995 року здобуває перемогу в чемпіонаті США на дистанції 200 м вільним стилем. Наступного сезону в Атланті виступає за збірну США і здобуває «золото» в естафеті 4×200 м вільним стилем. При цьому американці встановлюють олімпійський рекорд на цій дистанції — 7:59.87 хв.
В цей час починає займатися тріатлоном. З 1999 року виступає в еліті на світових першостях і кубках світу. Здобуває путівку на Олімпіаду в Сіднеї. Після першого етапу — плавання — була лідером, а завершила змагання на шостій позиції. За сім сезонів виступів стає чемпіоном світу з тріатлону і акватлону, неодноразово входить до трійки призерів на етапах Кубка світу і Панамериканського кубка. На Олімпійських іграх в Афінах подолала дистанцію з 23 результатом.
З 2005 року починає виступати в змаганнях з сучасного п'ятиборства. Того сезону стала переможницею Панамериканського чемпіонату, а через три роки поїхала на свою четверту Олімпіаду. В Пекіні показала 19-й результат.
Після завершення активних виступів працює тренером, бере участь у проведенні семінарів і тренінгів по всьому світу, авторка методичних посібників з плавання.

## Досягнення
- Олімпійська чемпіонка з плавання: 2000 (естафета вільним стилем)
- Чемпіонка світу з тріатлону (1): 2004
- Чемпіонка світу з акватлону (1): 2005